# Sesqui
Sesqui (aus dem Lateinischen für eineinhalb oder um die Hälfte mehr) ist ein Präfix, das besonders im naturwissenschaftlichen Bereich Verwendung findet. Beispiele sind Sesquioxide, Sesquiterpene und Sesquilinearform.
Im Orgelbau gibt es das Register Sesquialtera oder Sesquialter. Es wird als 2fach-Register aus Quinte und Terz gebaut (2 2⁄3′ + 1 3⁄5′) und als 3fach-Register (2 2⁄3′ + 2′ + 1 3⁄5′).